# بلال، اردن
بلال  یک منطقهٔ مسکونی در اردن است که در استان امان واقع شده‌است.